# Amin Asikainen
Amin Asikainen (* 21. Januar 1976 in Kirkkonummi, Finnland) ist ein finnischer Profiboxer und ehemaliger Europameister der EBU im Mittelgewicht.

## Kindheit
Amin Asikainen ist der Sohn eines Marokkaners und einer Finnin. Zunächst begann er mit sechs Jahren Fußball zu spielen doch im Alter von zwölf Jahren entschied er sich doch noch für das Boxen.

## Amateur
Asikainen bestritt als Amateur 175 Kämpfe, von denen er 135 gewann. Er wurde 1996, 1998 und 1999 Finnischer Meister im Weltergewicht, sowie 2001 Finnischer Meister im Halbmittelgewicht. Bei den Europameisterschaften 1996 in Dänemark unterlag er in der Vorrunde gegen Pasquale Buonnano. Dafür erreichte er mit Siegen gegen Sergei Hakobjan und Alexander Bogdanets das Viertelfinale der Weltmeisterschaften 1997 in Ungarn, wo er beim Kampf um einen Medaillenplatz gegen Marian Simion ausschied.
Bei den Weltmeisterschaften 1999 in den USA verlor er in der Vorrunde gegen Guillermo Saputo und bei den Weltmeisterschaften 2001 in Nordirland im Achtelfinale gegen Ciro Di Corcia, nachdem er in der Vorrunde Andranik Hakobjan besiegt hatte.
Darüber hinaus ist Asikainen Gewinner des Gee-Bee-Turniers 1996 und 2000, des Tammer-Turniers 1998 und des Kopenhagen-Cups 2000, wobei ihm unter anderem Siege gegen Oleg Maschkin und Andrei Balanow gelangen.

## Profikarriere
Amin Asikainen gewann sein Profidebüt am 10. Dezember 2001 in Helsinki durch TKO in der ersten Runde gegen István Mohácsy. Trainiert wurde er von Pekka Mäki. Im Februar 2003 gewann er in seinem erst vierten Kampf den finnischen Meistertitel im Mittelgewicht einstimmig nach Punkten gegen Kai Kauramäki, welchem er als Amateur 1995 noch unterlegen war. Anschließend gewann er 15 weitere Kämpfe, davon 11 vorzeitig.
Am 5. Mai 2006 gewann er die EU-Meisterschaft der EBU im Mittelgewicht durch einen KO-Sieg in der fünften Runde gegen den Franzosen Christophe Tendil. Gleich in seinem nächsten Kampf am 3. Juni 2006 boxte er als ungeschlagener Herausforderer um den EBU-Europameistertitel im Mittelgewicht und besiegte dabei den Deutschen Sebastian Sylvester in Hannover durch TKO in der achten Runde. Im Oktober 2006 verteidigte er den Titel einstimmig gegen den Deutschen Alexander Sipos und im Januar 2007 ebenfalls einstimmig gegen den Italiener Lorenzo Di Giacomo.
In 21 Kämpfen ungeschlagen bestritt er seine dritte Titelverteidigung am 23. Juni 2007 in Zwickau im Rahmen eines Rückkampfes gegen Sebastian Sylvester. Dabei verlor Asikainen durch TKO in der elften Runde, wobei im Kampfverlauf beide Boxer am Boden waren. Asikainen gewann jedoch anschließend wieder vier Kämpfe in Folge, unter anderem im Februar 2008 durch TKO gegen Luis Campas.
Am 28. November 2008 boxte er in Helsinki erneut um den EBU-Europameistertitel im Mittelgewicht, verlor dabei jedoch durch TKO in der siebenten Runde gegen Khoren Gevor. Einen erneuten EBU-Europameisterschaftskampf im Mittelgewicht verlor er am 25. September 2009 in Manchester durch TKO in der ersten Runde gegen Matthew Macklin.
Durch zwei KO-Siege, darunter gegen den ungeschlagenen Argentinier Dario Matorras, erhielt er im Supermittelgewicht eine EBU-Titelchance gegen Piotr Wilczewski. Dabei unterlag Asikainen jedoch am 4. März 2011 in Helsinki durch TKO in der elften Runde.
Nach über fünf Jahren Ringpause bestritt er am 22. April 2016 einen letzten Kampf gegen Ivan Jukić und gewann einstimmig.